# Lamaika
Lamaika is een monotypisch geslacht van spinnen uit de  familie van de Phyxelididae.

## Soort
- Lamaika distincta Griswold, 1990